# Northumberland Avenue
Northumberland Avenue è un viale di Londra che va Trafalgar Square a ovest fino al Victoria Embankment a est. Il viale fu costruito sul sito di Northumberland House, la casa londinese della famiglia Percy, famiglia dei duchi di Northumberland, ma sotto la pressione del Metropolitan Board of Works, il duca vendette l'edificio nel 1874 e lo demolì.
Ci sono diversi dipartimenti governativi nel governo britannico su Northumerland Avenue, compreso il Dipartimento per l'ambiente, l'alimentazione e gli affari rurali (DEFRA). Il Ministero della difesa e il Ministero dell'Aria erano precedentemente ospitati nel triangolare Metropole Hotel (ora Corinthia Hotel) situato qui. È anche sede dell'Ambasciata nigeriana e di un dormitorio presso la London School of Economics.

## Storia
Nel 1608-1609, il conte di Northampton costruì la Northumberland House a Charing Cross, sul lato est dell'ex tenuta del St. Mary Rounceval Hospital and Chapel. Era una casa situata in una vasta area con un grande giardino, che si estendeva fino al Tamigi e confinava con Scotland Yard a ovest. La casa ha subito alcuni danni durante i disordini per l'elezione di John Wilkes, ma il conte ha salvato la sua proprietà aprendo la vicina Ship Ale House, scacciando i rivoltosi. Il Metropolitan Board of Works sul Tamigi voleva aprire un percorso verso il luogo della casa per aprirne la riva. Il duca di Northumberland era molto riluttante a dare la sua benedizione allo scopo, poiché, come i suoi antenati dissero di aver vissuto qui per due secoli e mezzo, l'edificio è un simbolo di Londra e forse la residenza più antica che il consiglio comunale vuole ancora demolire. Infine nel 1873, Il duca di Northumberland concordò con il consiglio sul prezzo di acquisto e nel giugno 1874, per £ 500.000, il Metropolitan Board of Works acquistò l'intera proprietà del Duca per costruire al suo posto la Northumberland Avenue.
La residenza britannica di Thomas Edison, Edison House, era in Northumberland Avenue.